# Concejo Regional Hof HaSharon
El Concejo Regional Hof HaSharon (en hebreo: מועצה אזורית חוף השרון‎, lit. Concejo Regional de la Costa de Sharón), es un Concejo regional situado en el Distrito Central de Israel. Está localizado en la costa de Sharón entre las ciudades de Netanya y Herzliya. La autoridad local se encuentra en el kibutz Shefayim. El concejo fue establecido en 1949, y administra 14 comunidades locales y una aldea juvenil (Neve Hadassah).

## Asentamientos
| Kibbutzim - Ga'ash - Glil Yam (Distrito de Tel Aviv) - Shefayim - Tel Yitzhak - Yakum | Moshavim - Batzra - Beit Yehoshua - Bnei Zion - Kfar Netter - Rishpon - Udim | Otros pueblos - Arsuf (yacimiento arqueológico) - Harutzim (asentamiento comunitario) - Neve Hadassah (aldea juvenil) |